# Dyspontius curticaudatus
Dyspontius curticaudatus is een eenoogkreeftjessoort uit de familie van de Artotrogidae. De wetenschappelijke naam van de soort is voor het eerst geldig gepubliceerd in 1905 door T. Scott.